# Klimkowa Ławka

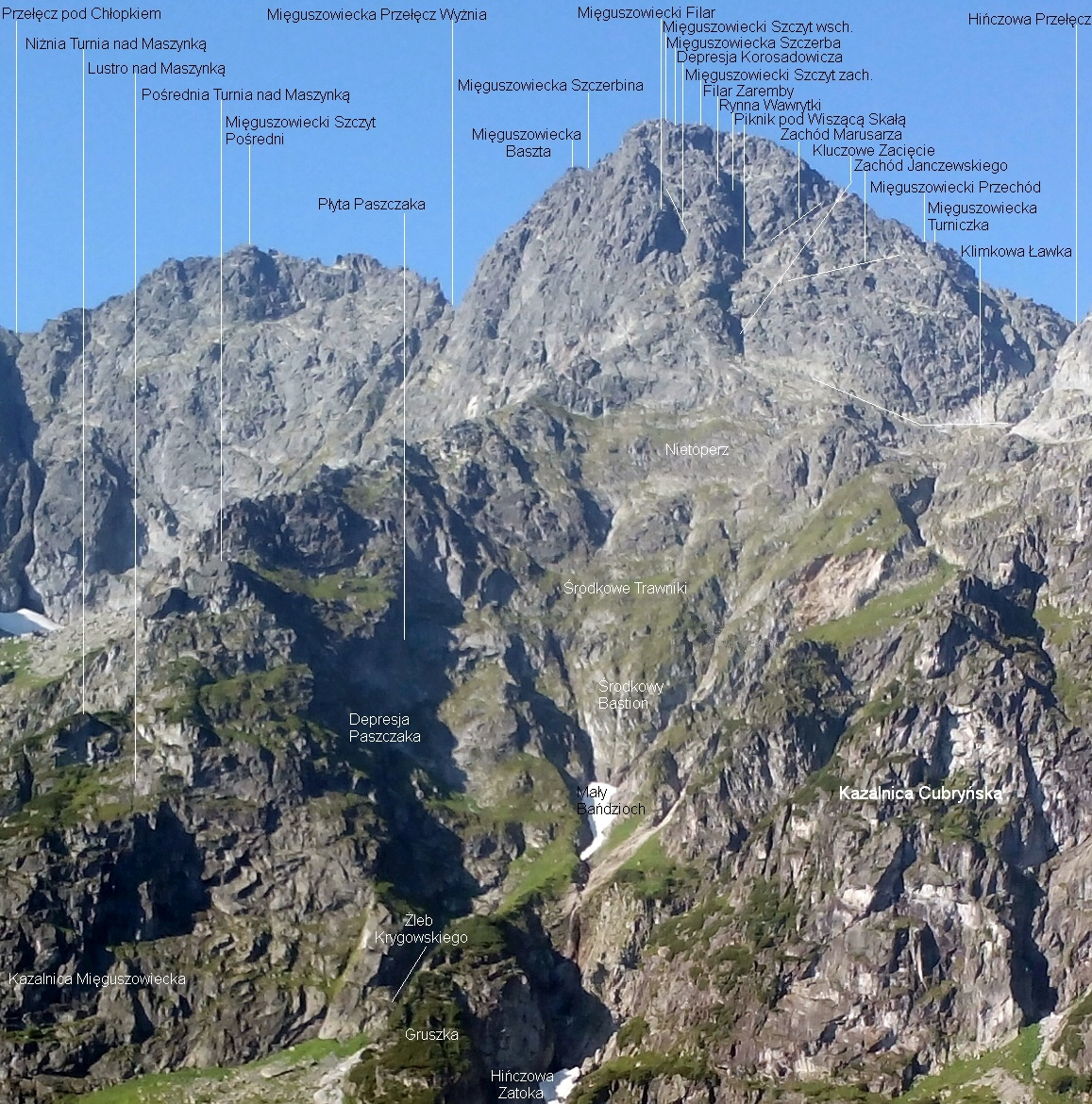
Formacje skalne na północnej ścianie Mięguszowieckiego Szczytu

Klimkowa Ławka – jedna z dwóch najbardziej wybitnych poziomych formacji skalnych na północnej ścianie Mięguszowieckiego Szczytu w polskich Tatrach Wysokich (druga to Zachód Janczewskiego). Klimkowa Ławka to ciąg półek od Czerwonego Siodełka na Mięguszowieckim Filarze przez całą północną ścianę do Wielkiej Galerii Cubryńskiej.
Klimkową Ławką prowadzi droga wspinaczkowa z Wielkiej Galerii Cubryńskiej do Bańdziocha, trawersująca północną i wschodnią ścianę Mięguszowieckiego Szczytu. Jest łatwa (0 w skali tatrzańskiej), ale niebezpieczna z powodu kruszyzny i stromych trawek. Pierwsze przejście: Janusz Chmielowski z przewodnikami Klemensem Bachledą i Wojciechem Tylką Suleją 9 sierpnia 1906 r. Klimkowa Ławka jest też wykorzystywana przez taterników do wycofania się ze ściany podczas wspinaczki na którejś z dróg wiodących na Mięguszowiecki Szczyt. Przecinają ją wszystkie drogi na północnej jego ścianie.
Autorem nazwy Klimkowej Ławki jest Władysław Cywiński. Uczcił nią góralskiego przewodnika Klemensa Bachledę zwanego Klimkiem.